# قطعنامه ۱۲۹۶ شورای امنیت
قطعنامه  ۱۲۹۶ شورای امنیت سازمان ملل متحد که در تاریخ ۱۹ آوریل ۲۰۰۰ تصویب شد، سندی بین‌المللی دربارهٔ حفاظت از غیرنظامیان در درگیری‌های مسلحانه است. این قطعنامه طی نشست ۴۱۳۰ام با ۱۵ رای موافق، ۰ مخالف و ۰ ممتنع تصویب شد.